# كازويا ياماشيتا
كازويا ياماشيتا (باليابانية: 山下 一弥) (2 أبريل 1979 في كاغوشيما في اليابان – )؛ هو لاعب كرة قدم سابق كان يلعب كمدافع.